# 相田勇司
相田 勇司（あいだ ゆうじ、1999年7月4日 - ）は、日本の柔道家。神奈川県茅ヶ崎市出身。階級は66kg級。身長169cm。組み手は右組み。血液型はA型。得意技は袖釣込腰。

## 経歴
柔道は5歳の時に寒川柔友会で始めた。相洋中学から相洋高校へ進むと、2年の時に全国高校選手権66kg級で5位になった。2018年には國學院大學へ進むと、全日本ジュニアでは決勝で長崎日大高校3年の桂嵐斗を技ありで破って優勝した。世界ジュニアでは準決勝でイタリアのマヌエル・ロンバルドに技ありで敗れて3位に終わった。2年の時にはグランプリ・タシュケントで2位となった。講道館杯では決勝まで進むと、警視庁の西山祐貴を隅返の技ありで破ってシニアの全国大会初優勝を飾った。グランドスラム・大阪では2回戦で元世界チャンピオンである韓国のアン・バウルを技ありで破ると、準決勝で元世界チャンピオンである日体大4年の阿部一二三に背負投で敗れたが3位になった。2020年のグランドスラム・パリでは4回戦でイスラエルのバルチ・シュマイロフに技ありで敗れた。3年の時には11月の講道館杯の決勝で大学の先輩であるパーク24の藤阪泰恒に技ありで敗れて2位にとどまり2連覇はならなかった。4年の時には体重別で3位になった。グランドスラム・バクーでは2回戦で東京オリンピック銀メダリストであるジョージアのバジャ・マルグベラシビリを片手絞で破るも、準々決勝でウクライナのイェフヘン・ホンチャルコに隅落で敗れると、その後の3位決定戦でも筑波大学2年の田中龍馬に技ありで敗れて5位にとどまった。
2022年4月からは綜合警備保障の所属となった。体重別では初戦で田中に縦四方固で敗れた。10月の講道館杯では3位だった。2023年4月の体重別では準決勝で敗れて3位に終わった。

## 戦績
- 2017年 - 全国高校選手権 5位
- 2018年 - 全日本ジュニア 優勝
- 2018年 - 世界ジュニア 3位
- 2019年 - オーストリアジュニア国際 優勝
- 2019年 - グランプリ・タシュケント 2位
- 2019年 - 講道館杯 優勝
- 2019年 - グランドスラム・大阪 3位
- 2020年 - 講道館杯 2位
- 2021年 - 体重別 3位
- 2021年 - グランドスラム・バクー 5位
- 2022年 - 全日本強化選手選考会 2位
- 2022年 - 講道館杯 3位
- 2023年 - 体重別 3位

（出典、JudoInside.com）